# بدرود، پدربزرگ
بدرود، پدربزرگ (اسپانیایی: Adiós, abuelo‎) یک فیلم موزیکال آرژانتینی به کارگردانی امیلیو وی‌یرا است که در سال ۱۹۹۶ منتشر شد.